# 尼古洛·切魯賓
尼古洛·切魯賓（義大利語：Nicolò Cherubin；1986年12月2日—）是一位意大利足球運動員。在場上的位置是後衛。他現在效力於意大利足球甲級聯賽球隊亞特蘭大足球俱樂部。他曾效力於博洛尼亞足球俱樂部。